# Wirtul@ndia
Wirtul@ndia – program dla dzieci i młodzieży TVP nadawany od 14 września 2002 roku do 27 maja 2006 roku.
Głównymi postaciami w programie są M@ster (Tadeusz Szymków, od 2005 roku Paweł Zdun), posiadający olbrzymią wiedzę o świecie i kosmosie uciekinier ze zniszczonej planety Erudycji oraz dwa stworzone przez niego komputerowe duszki – sprytny i pojętny Bitek (głos: Wioletta Jabłońska) i łakomy i nieco egoistyczny Bajtek (głos: Wojciech Ziemiański). Celem programu było stworzenie wirtualnego, trójwymiarowego świata na podstawie rysunków nadesłanych przez telewidzów. W każdym odcinku wybierano pięć prac, które brały udział w konkursie. Zwycięska była realizowana w Wirtul@ndii.
Program był realizowany przez TVP3 Wrocław na zlecenie TVP1. Animacje komputerowe początkowo były tworzone w programie LightWave 3D. Od 40. odcinka programu były one wykonywane w programie Maya.
Każdy odcinek miał stałe punkty:
- Dwa materiały edukacyjne (np. o mapach, Słońcu, energii).
- Materiał o tym jak tworzono nowy element Wirtul@ndii.
- Konkurs (zwycięski projekt był realizowany w kolejnym odcinku).
- Wirtulandzka Księga Wiedzy (krótka powtórka informacji z materiałów edukacyjnych).

## Fabuła
M@ster, uciekinier ze zniszczonej planety Erudycji tworzy dwa komputerowe duszki: Bitka i Bajtka. Razem postanawiają stworzyć komputerową krainę z pomocą widzów. Najpierw pojawiają się przeróżne obiekty, takie jak wieża i hamak, później pojawiają się także nowi mieszkańcy krainy, tacy jak Kula Smakula, kaktus Szpileczka, Słomka Pytalska, kosmita Zwiercik, Przyjaźni Piraci z Miłym Dżejkiem na czele, Pułkownik i Hrabia Dzikik. W serii trzeciej statek M@stera wlatuje do kosmicznego kosza na śmieci przez co cała Wirtul@ndia zostaje skasowana a ratują się tylko Bitek i Bajtek a M@ster prosi o pomoc widzów. Wkrótce pojawiają się nowe postacie takie jak Pan Klik-Klik, Rybia Ość i jego pomocnik Ogryzek, Figielek, Przemądrzałe Drzewo, Smok i chińczyk Czeng. W odcinku 40 M@ster odlatuje na Erudycje w celu odbudowy rodzinnej planety. Mieszkańcom Wirtul@ndii zostawia radionadajnik, dzięki któremu mogą być z nim w stałym kontakcie. W serii czwartej w Wirtul@ndi pojawia się Pati która zaprzyjaźnia się z mieszkańcami. Od tej pory duszki zaczynają przeżywać nowe przygody.

## Obsada
Autorzy: Cezary Harasimowicz, Ilona Prasał
Reżyseria: Bartosz Kędzierski (seria 1.-2.), Andrzej Gier (seria 3.), Paweł Lipka (seria 4.)
Scenariusz: Andrzej Śliwak (seria 1., 3.-4.), Bartosz Kędzierski (seria 2.)
Scenografia: Barbara Wojtas
Animacja komputerowa: Studio RMG we Wrocławiu
Muzyka: Piotr Dziubek, Bartosz Kędzierski, Paweł Lipka, Tomasz Łuc
Tekst piosenki: Jerzy Bielunas
Wykonanie piosenki: Jacek Burzawa (odc. 3-12), Bogna Woźniak (odc. 13-62)
Wykonanie muzyczne piosenki: Strange dAys (odc. 3-12), Tomasz Łuc (odc. 13-62)
Wystąpili:
- Bitek – Wioletta Jabłońska
- Bajtek – Wojciech Ziemiański
- Master – Tadeusz Szymków (odc. 1-33), Paweł Zdun (odc. 34-45)
- Miły Dżejk – Bartosz Kędzierski (w napisanych końcowych podpisany jako Bimbas Kędzior)
- Pozostałe postacie – Wioletta Jabłońska, Wojciech Ziemiański
- Lektor w materiałach filmowych – Andrzej Olejnik

## Emisja programu i powtórki
Emisja pierwszego sezonu Wirtul@ndii rozpoczęła się 14 września 2002 roku na antenie TVP1. Program był regularnie emitowany co drugą sobotę (na zmianę z 5-10-15) o godz. 9:05. Emisja pierwszego sezonu zakończyła się 14 czerwca 2003 roku. W ramach niego wyemitowano 19 odcinków programu. Trzynaście pierwszych odcinków zostało powtórzonych przez TVP1 w piątki od 20 czerwca do 29 sierpnia 2003 roku o godz. 8:30, oraz w soboty 13 i 27 września 2003 roku o 9:00.
11 października 2003 roku rozpoczęła się emisja drugiego sezonu programu. Ponownie był emitowany co dwa tygodnie w soboty o godz. 9:00. W ramach drugiej serii powstało tylko 8 audycji. Ostatnią z nich wyemitowano 18 stycznia 2004 roku. W okresie wakacyjnym TVP1 przypomniała wszystkie odcinki drugiego sezonu programu. Można było je obejrzeć co tydzień w czwartki od 1 lipca do 26 sierpnia 2004 r. o godz. 9:00.
Po dziewięciomiesięcznej przerwie na antenie TVP1 wyemitowano premierowe odcinki kolejnego, trzeciego sezonu Wirtul@ndii. Przesunięto przy tym dzień emisji z soboty na niedzielę (również co drugą, na zmianę z Cybermyszą) i godzinę emisji z 9:00 na 9:30. Emisję rozpoczęto 12 września 2004 roku i przerwano ją 20 lutego 2005 roku na okres dwóch miesięcy. W międzyczasie w porze emisji programu pokazywano powtórki odcinków z trzeciego sezonu. Emisję premierowych odcinków przywrócono 24 kwietnia 2005 roku, zmieniając porę emisji na 10:00. Kolejny raz seria została wstrzymana na okres wakacji 12 czerwca 2005 roku. W wakacyjne niedziele (26 czerwca – 28 sierpnia 2005 roku) przypomniano pierwsze 10 odcinków trzeciej serii Wirtul@ndii. Po wakacjach w soboty 17 września i 1 października 2005 roku o godz. 9:00 wyemitowano dwa ostatnie odcinki trzeciego sezonu. Łącznie liczył on 18 odcinków.
Następnie TVP1 rozpoczęła emisję czwartego sezonu programu. Pierwszy odcinek miał emisję 15 października 2005 roku, kolejne zaś co dwa tygodnie w sobotę o 9:00. Dodatkowo wyemitowano dwa odcinki 27 i 28 grudnia 2005 roku o godz. 9:30. Emisja serii została przerwana 21 stycznia 2006 roku na okres sześciu tygodni. W tym czasie w porze Wirtul@ndii były emitowane powtórki odcinków czwartego sezonu. Emisję premierowych audycji wznowiono 4 marca 2006 roku. 27 maja 2006 roku TVP1 zakończyła emisję programu Wirtul@ndia, pomimo iż nie zostały jeszcze wyemitowane dwa ostatnie odcinki czwartego sezonu. Ostatecznie zostały one puszczone w czwartki 26 czerwca i 3 lipca 2008 roku o godz. 9:00, kończąc tym samym czwarty i ostatni sezon audycji. Zawierał on 17 odcinków. Cała Wirtul@ndia składała się zaś z 62 audycji.
W środy od 24 czerwca do 26 sierpnia 2009 roku o godz. 8:55 TVP1 powtarzała wybrane odcinki czwartego sezonu programu.
Kolejna emisja powtórkowa niektórych odcinków czwartego sezonu Wirtul@ndii przez TVP1 odbyła się w środy od 6 stycznia do 24 lutego 2010 roku o godz. 9:00.
TVP1 ponownie powtórzyła kilka odcinków czwartej serii w co drugi poniedziałek (na zmianę z programem Zygzaki) w dniach 13 czerwca – 25 lipca 2011 roku o godz. 8:55.
Następna emisja powtórkowa odcinków czwartego sezonu odbywała się w piątki 7 – 28 października 2011 roku o godz. 9:20 i miała ona częstotliwość cotygodniową.
Kolejna emisja powtórek czwartego sezonu, rozpoczęła się 9 lipca 2012 r. w poniedziałek o 9:00 i trwała do 27 sierpnia 2012 roku. Była to emisja cotygodniowa. Oprócz odcinka nadanego w dniu 9 lipca, wszystkie pozostałe zostały skadrowane i przystosowane do emisji w formacie 16:9 (podczas gdy Wirtul@ndia była przez cały czas realizacji tworzona w formacie 4:3).
W dniach od 15 lutego do 27 kwietnia 2014 roku Wirtul@ndia była emitowana na antenie TVP ABC. W soboty o 18:00 emitowano odcinki z czwartego sezonu programu. Każdy z odcinków był emitowany jeszcze trzykrotnie na następny dzień.
Od 2002 do 2006 roku Wirtul@ndia była emitowana również w stacji TVP Polonia. Emisja pierwszego i drugiego sezonu odbywała się równolegle z premierową emisją w TVP1. Trzecia i czwarta seria programu emitowana była z kilkudniowym opóźnieniem.

## Czołówka programu
Czołówka Wirtul@ndii składa się z dwóch części. W pierwszej jest pokazany statek kosmiczny Mastera wędrujący po kosmosie. Mija on m.in. Marsa, Ziemię, Drogę Mleczną i Księżyc. W drugiej części ukazana jest wizja Wirtul@ndii stworzona przez autorów czołówki (m.in. niebieskie drzewa, ptaki ze słoniową trąbą, czy skaczące sprężyny). Następnie pojawia się charakterystyczny, żółto-niebieski napis z nazwą programu – "Wirtul@ndia".
Czołówka została stworzona w programie LightWave 3D przez studio RMG we Wrocławiu.
Obraz czołówki nie uległ zmianie od początku do końca programu. Zmieniała się natomiast jej oprawa muzyczna. W pierwszych dwóch odcinkach grana była melodia skomponowana przez Piotra Dziubkę. W 3. odcinku została ona zastąpiona piosenką wykonywaną przez Jacka Burzawę z zespołem Strange dAys. Kolejna zmiana nastąpiła w 13. odcinku "Wirtul@ndii", gdzie piosenkę (w której słowach nastąpiły niewielkie zmiany) wykonywała Bogna Woźniak, a nową aranżację muzyczną skomponował Tomasz Łuc. Nowa wersja piosenki obowiązywała w czołówce do końca tworzenia programu.
Do obydwu piosenek słowa napisał Jerzy Bielunas.

## Nagrody
- Główna nagroda w kategorii programy i widowiska telewizyjne dla dzieci w III edycji konkursu „Świat Przyjazny Dziecku” KOPD (2004)[1]